# Лобнор (повіт)
41°20′14″ пн. ш. 86°15′41″ сх. д. / 41.33722° пн. ш. 86.26144° сх. д.
Лобнор або Юйлі (уйг. لوپنۇر ناھىيىسى/ Lopnur Nahiyisi, кит. 尉犁县, пін. Yùlí Xiàn) — повіт Баянгол-Монгольської автономної префектури у Сіньцзян-Уйгурському автономному районі Китаю. Повіт знаходиться у центральній частині префектури. Загальна площа — 59 399 км². Населення Юйлі становить 100 000 осіб (2002). У повіті проживають уйгури, китайці та хуей. Адміністративний центр — муніципалітет Лобнор (Юйлі).
У Лобнорі знаходиться 93% всіх запасів вермикуліту КНР, у зв'язку з чим за його запасами повіт займає друге місце у світі.

## Адміністративний поділ
Повіт Лобнор включає 2 муніципалітети і 7 волостей:
- муніципалітет Лобнор (Юйлі);
- муніципалітет Сінір (Сініер);
- волость Шінгпінг (Сінпін);
- волость Іттіпак (Туаньцзє);
- волость Тарим (Таліму);
- волость Карчуга (Каерцюга);
- волость Гюльбаг (Гулебаге);
- волость Дьонгкотан (Дунькотань);
- волость Аксопі (Акесупу).

## Діалекти
Лобнорським діалектом новоуйгурської мови розмовляє всього 0,4% уйгурів, незважаючи на зусилля щодо зростання його популярності. У діалекті через особливе географічне розташування області його поширення, своєрідні історичні умови збереглася велика кількість елементів зі старої мови. Ідіом поділяється на говори:
- говір Дьонгкотаня,
- говір Кари,
- говір Мірена.

| Китай | Це незавершена стаття з географії КНР. Ви можете допомогти проєкту, виправивши або дописавши її. |

1. ↑  国务院第七次全国人口普查领导小组办公室 中国人口普查分县资料—2020 — 北京市: 中国统计出版社, 2022. — 983 с. — ISBN 978-7-5037-9772-9